# Satan i gatan
| Recensione        | Giudizio |
| ----------------- | -------- |
| Aftonbladet       |          |
| Dagens Nyheter    |          |
| Expressen         |          |
| Gaffa             |          |
| Metro             |          |
| Nöjesguiden       | misto    |
| Svenska dagbladet |          |

Satan i gatan è il terzo album della cantante svedese Veronica Maggio, pubblicato il 27 aprile 2011 dalla Universal Music AB.

## Tracce[8]
1. Satan i gatan – 3:15 (Veronica Maggio, Christian Walz)
2. Välkommen in – 3:32 (Maggio, Walz, Patrik Berggren, Paloma Faith)
3. Jag kommer – 3:22 (Maggio, Walz, Stefan Olsson)
4. Mitt hjärta blöder – 3:21 (Maggio, Walz)
5. Vi kommer alltid ha Paris – 2:36 (Maggio, Markus Krunegård)
6. Inga kläder – 3:21 (Maggio, Walz)
7. Alla mina låtar – 3:29 (Maggio, Walz)
8. Snälla bli min – 2:39 (Maggio, Walz)
9. Sju sorger – 4:00 (Maggio, Walz, Carl Wikström Ask)
10. Finns det en så finns det flera – 3:57 (Maggio, Walz, Krunegård)
11. Lördagen den femtonde mars – 1:06 (Maggio, Walz)

iTunes Bonus Track
1. Vad gör vi ikväll – 4:15 (Lammers, Schaub)

## Classifiche

### Album
| Classifica | Posizione raggiunta |
| ---------- | ------------------- |
| Danimarca  | 24                  |
| Finlandia  | 33                  |
| Norvegia   | 2                   |
| Svezia     | 1                   |

### Singoli

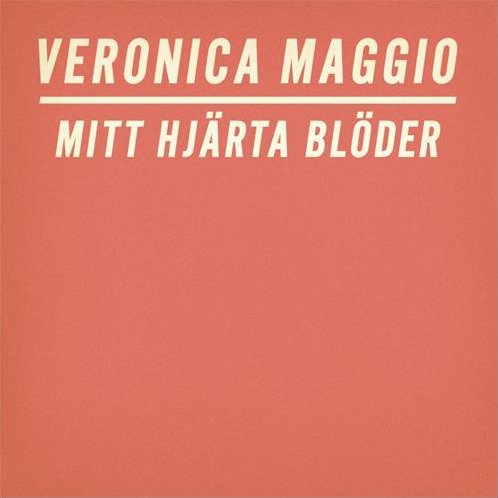
Copertina del singolo "Mitt Hjärta Blöder"

| Anno | Titolo             | Miglior Posizione SWE | Miglior Posizione NO |
| ---- | ------------------ | --------------------- | -------------------- |
| 2011 | Jag kommer         | 1                     | 12                   |
| 2011 | Välkommen In       | 2                     | —                    |
| 2012 | Mitt Hjärta Blöder | 5                     | —                    |

## Date di Pubblicazione
| Nazione   | Data           | Formato              | Etichetta          |
| --------- | -------------- | -------------------- | ------------------ |
| Svezia    | 27 aprile 2011 | CD, Digital Download | Universal Music AB |
| Norvegia  | 27 aprile 2011 | CD, Digital Download | Universal Music AB |
| Finlandia | 27 aprile 2011 | CD, Digital Download | Universal Music AB |
| Danimarca | 2 maggio 2011  | CD, Digital Download | Universal Music AB |